# Lucy Stone
Lucy Stone (ur. 13 sierpnia 1818 w West Brookfield, zm. 18 października 1893 w Bostonie) – jedna z pierwszych amerykańskich sufrażystek. Przyczyniła się do zorganizowania ruchu obrony praw kobiet w Stanach Zjednoczonych. Była też prawdopodobnie pierwszą kobietą w Stanach Zjednoczonych, która – po wyjściu za mąż – pozostała przy panieńskim nazwisku.
Niewiele kobiet w tamtych czasach stać było na studia, ale Lucy Stone – w wieku 16 lat – podjęła pracę nauczycielki po to, by zarobić na wysokie opłaty uniwersyteckie. Udało jej się to. W roku 1843 podjęła studia na Oberlin College i wkrótce związała się z uniwersyteckim ruchem abolicjonistycznym. W roku 1847 była pierwszą kobietą w stanie Massachusetts, jaka ukończyła studia.
Po uzyskaniu dyplomu zaczęła jeździć z cyklami wykładów nt. abolicjonizmu po Stanach Zjednoczonych i Kanadzie, a wkrótce także na temat praw kobiet. Uważała, że zarówno niewolnictwo, jak i dyskryminacja kobiet, to dwa największe zła dotykające amerykańskiego społeczeństwa. W roku 1850 zorganizowała pierwsze ogólnopaństwowe zebranie na rzecz równych praw kobiet w Stanach Zjednoczonych.
W roku 1855 wyszła za mąż za Henry’ego Browne'a Blackwella, handlowca i abolicjonistę. Podczas ceremonii ślubnej zadeklarowali wzajemną równość. Lucy Stone pozostała przy panieńskim nazwisku odmawiając stanowczo odbierania korespondencji kierowanej do niej jako „pani Blackwell”. W Stanach Zjednoczonych w tamtych czasach przyjęło się określać kobiety zachowujące panieńskie nazwiska mianem „Lucy Stoners”.
W roku 1869 Lucy Stone była współzałożycielką Stowarzyszenia Amerykańskich Sufrażystek (ang. American Woman Suffrage Association) walczących o prawo wyborcze dla kobiet. Stowarzyszenie stało się główną organizacją kobiecą w Stanach Zjenoczonych. Lucy Stone założyła także pierwsze pismo kobiece „The Woman’s Journal”.